# Targioniaceae
Targioniaceae là một họ rêu trong bộ Marchantiales.